# Walpeup
Walpeup (108 habitants) est un hameau au nord-ouest de l'État de Victoria à 130 km de Swan Hill et à 473 km au nord-ouest de Melbourne.